# Rossotrudnichestvo
Cơ quan liên bang về Cộng đồng các quốc gia độc lập, đồng bào sống ở nước ngoài và hợp tác nhân văn quốc tế  (tiếng Nga: Федеральное агентство по делам Содружества Независимых Государств, соотечественников, проживающих за рубежом, и по международному гуманитарному сотрудничеству), hay còn được gọi là Rossotrudnichestvo (tiếng Nga: Россотрудничество) là một cơ quan liên bang của chính phủ Liên bang Nga thuộc thẩm quyền của Bộ Ngoại giao Nga. Đây là cơ quan chủ yếu chịu trách nhiệm quản lí người dân Nga ở nước ngoài, viện trợ nước ngoài và thực hiện việc trao đổi văn hoá Nga với nước ngoài. Rossotrudnichestvo hoạt động ở Trung Á, Mĩ La-tinh, các nước Đông Âu (nhưng chủ yếu ở Cộng đồng các quốc gia độc lập - SNG) và ở Việt Nam.
Cơ quan này được thành lập từ cơ quan tiền nhiệm theo sắc lệnh của Tổng thống, được kí bởi tổng thống Nga Dmitry Medvedev vào ngày 6 tháng 9 năm 2008, với mục đích chủ yếu nhằm duy trì sự ảnh hưởng của Nga đối Cộng đồng các quốc gia độc lập (SNG) và góp phần thúc đẩy mối quan hệ thân thiện vì sự tiến bộ của lợi ích chính trị và kinh tế của Nga ở các quốc gia nước ngoài.
Theo ước tính của OECD, nguồn vốn hỗ trợ phát triển chính thức năm 2019 của Nga tăng lên 1,2 tỉ Đô la Mĩ.
Rossotrudnichestvo được các chuyên gia quan sát phương Tây đánh giá rằng cơ quan này đã tổ chức các cuộc mít-tinh, dàn dựng hàng loạt các cuộc biểu tình và công khai truyền bá ủng hộ Nga trong cuộc chiến tranh xâm lược U-crai-na năm 2022 của Nga. Các cuộc biểu tình tiêu biểu diễn ra đồng loạt ở một số nơi như Dublin (Ireland), Béc-lin, Hanover, Frankfurt (Cộng hoà Liên bang Đức), Limassol (Cộng hoà Síp), và ở Athens (Hy Lạp).
Ở Việt Nam, cơ quan này mang tên Trung tâm Khoa học và Văn hoá Nga tại Hà Nội với địa chỉ tại số 501, phố Kim Mã, phường Ngọc Khánh, quận Ba Đình, thành phố Hà Nội.

## Lệnh trừng phạt
Vào tháng 2 năm 2022, Liên minh châu Âu (EU) đã giáng các lệnh trừng phạt đối với Rossotrudnichestvo vì liên quan tới cuộc chiến tranh xâm lược U-crai-na năm 2022 của Nga.